# Seraya Barat
Seraya Barat is een bestuurslaag in het regentschap Karangasem van de provincie Bali, Indonesië. Seraya Barat telt 5039 inwoners (volkstelling 2010).